# Batalha de Gásni (1117)
A Batalha de Gásni de 1117 foi travada entre o emir gasnévida Arslã Xá (r. 1116–1117) e as forças do sultão seljúcida Amade Sanjar (r. 1097–1118) em apoio às pretensões de Barã Xá (r. 1117–1152).

## Contexto e batalha
A morte de Maçude III (r. 1099–1115) em 1115 deu início a uma acalorada disputa pelo trono. Xirzade assumiu o trono naquele ano, mas no ano seguinte foi assassinado por seu irmão mais novo, Arslã. Arslã teve que enfrentar a rebelião de seu outro irmão, Barã, que recebeu o apoio do sultão seljúcida Amade Sanjar. A invasão de Amade Sanjar no Coração levou seu exército ao atual Afeganistão, onde infligiu derrota esmagadora a Arslã perto de Gásni, em Xarabade. Arslã escapou, mas Barã assumiu seu trono como vassalo seljúcida.